# Слепи миш (лист)
Слепи миш је рукописни ђачки шаљиви лист који је излазио 1861. године у Новом Саду у Новосадској гимназији.

## Историјат
Слепи миш је један од листова које је покренула ђачка дружина у Новосадској гимназији. Јован Скерлић у свом делу "Омладина и њена књижевност" помиње овај ђачки лист.

### Тематика
- Досетке
- Шале
- Анегдоте
- Забавни чланци

### Изглед листа
Слепи миш је лист у рукопису.

### Места и година издавања
Нови Сад, 1861.

## Уредник
Коста Рајић